# Gleipnir

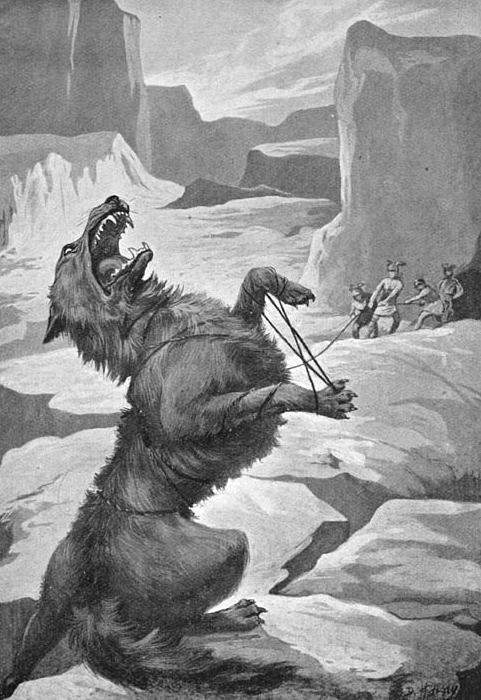
Fenrir vastgebonden met Gleipnir door de goden.

Gleipnir was in de Noordse mythologie het dunne, gladde koord dat door de dwergen gemaakt was om de enorme wolf Fenrir aan een rots te boeien.
Nadat Fenrir twee eerdere ijzeren kettingen verbroken had, gaf Odin opdracht om Gleipnir te vervaardigen. De ingrediënten waren het geluid van de voetstappen van een kat, de baard van een vrouw, de wortels van een berg, berenzenuwen, de adem van een vis en het spuug van een vogel. Skírnir, Freyrs boodschapper, bracht het terug naar Asgard.
Op het eiland Lyngvi in het meer Ámsvartnir daagden de goden de wolf Fenrir uit om dit koord ook te breken. Fenrir raakte wantrouwig door het dunne koord, en eiste een onderpand, de rechterhand van de oorlogsgod Týr, of volgens andere bronnen de hand van een der goden, en de garantie dat de goden hem weer zouden loslaten als hij het koord niet kon breken. Geen der goden durfde dit, waarop Týr zijn hand aanbood en in de wolvenmuil legde.
Toen Fenrir het koord niet kon verbreken en de goden hem niet wilden bevrijden, beet hij Týrs rechterhand af.